# 子ねこちゃんメトロノーム
『子ねこちゃんメトロノーム』（こねこちゃんメトロノーム）は、八木ちあきによる日本の漫画作品、およびそれを表題作とした漫画短編集。『なかよし』（講談社）やその増刊号などに掲載された読み切りを収録。

## 収録作品
表題作のほか、以下の読み切りが収録されている。
- 向かいあわせの子供たち
- いつまでもマイハート
- いただけますか、メモリーボタン

## 書誌情報
- 八木ちあき『子ねこちゃんメトロノーム』講談社〈講談社コミックスなかよし〉、1986年9月6日発行、ISBN 4-06-178549-4[1]